# 舌瓣花
舌瓣花（学名：Jasminanthes mucronata）为萝藦科舌瓣花属下的一个种。